# Здравият разум (памфлет)
„Здрав разум“ (на английски: Common sense) е памфлет от американския философ и революционер Томас Пейн, написан непосредствено преди избухването на Американската революция: 1775 – 1776, и защитаващ становището, че Тринайсетте колонии трябва да обявят независимост от Великобритания, като привежда множество морални и политически аргументи. Книгата е отпечатана анонимно на 10 януари 1776 г. и незабавно се превръща в сензация. През 1790 г. е преведена на френски от Антоан Жилбер Грифе дьо Лабом, година след началото на Френската революция.

### I. За произхода и устройството на правителството като цяло, с кратки бележки върху английския основен закон
Прокарва ясна граница между общество и правителство, като за последното казва, че е „необходимо зло“. Според Пейн обществото представлява нарастващ брой лица, които живеят съвместно, и което общество в критичен момент се нуждае от правителство, което да предотврати естественото зло, което той съзира у човека. Освен това той счита, че членовете на обществото не биха могли да се срещат едновременно и лично, за да коват закони, и поради тази причина се нуждаят от представителство, а следователно и от избори.

### II. За единовластието и наследственото му предаване
Защитава тезата, че щом хората са създадени равни, това непременно означава, че разделението на владетели и поданици е погрешно. Застава и срещу предложеното от Джон Лок смесено държавно устройство, при което законодателната власт е в ръцете на Парламент или Конгрес, а изпълнителната е в ръцете на владетеля.

### III. Размишления върху сегашното състояние на американските дела
В тази глава развива предложението си за начина на избиране и състава на Конгреса.

### IV. За настоящите възможности на Америка, с разни други размисли
Съдържа положителните възгледи за американските военни възможности по време на революцията. Тук допуска, че американците са способни да създадат бързо флот, който да съперничи на Кралския флот, поради изобилието на дървен материал.

## Обществен отзвук и влияние
Спрямо тогавашното население на Тринайсетте колонии, което било приблизително 2,5 млн. души, „Здрав разум“ е най-продаваната книга и книгата с най-голям тираж в американската история. Непосредствено след написването си тя започва да се чете по кръчми и обществени места.